# ピエンツァ
ピエンツァ (伊: Pienza) は、イタリア共和国トスカーナ州シエーナ県にある、人口約2,000人の基礎自治体（コムーネ）。
市街地の歴史地区 (centro storico) は1996年に世界遺産に登録されている。

## 地理

### 位置・広がり

#### 隣接コムーネ
隣接するコムーネは以下の通り。
- カスティリオーネ・ドルチャ
- キアンチャーノ・テルメ
- モンタルチーノ (サン・ジョヴァンニ・ダッソ)
- モンテプルチャーノ
- ラディコーファニ
- サン・クイーリコ・ドルチャ
- サルテアーノ
- トッリータ・ディ・シエーナ
- トレクアンダ

### 気候分類・地震分類
ピエンツァにおけるイタリアの気候分類 (it) および度日は、zona E, 2113 GGである。
また、イタリアの地震リスク階級 (it) では、zona 3 (sismicità bassa) に分類される。

## 歴史
シエナの貴族ピッコロミニ(Piccolomini)家が神聖ローマ帝国皇帝のフリードリヒ2世からヴァル・ドルチャの地を与えられ、ピエンツァもその一部に含まれていた。当初、ピエンツァはコルシャーノという小さな村落に過ぎなかった。だが、このコムーネ出身のピウス2世が教皇となると、ピウス2世はこの地を自らにちなんでピッコロミニと名づけ、理想のルネッサンス期の街づくりに挑んだ。フィレンツェの建築家ベルナルド・ロッセリーノを呼び寄せると、1459年から工事が始まり、大聖堂を始めとする豪奢を凝らした数々の建造物を残した。大聖堂、教皇の館が連なるピッコロミニ広場などの街並みは世界遺産として現存している。

## 写真集

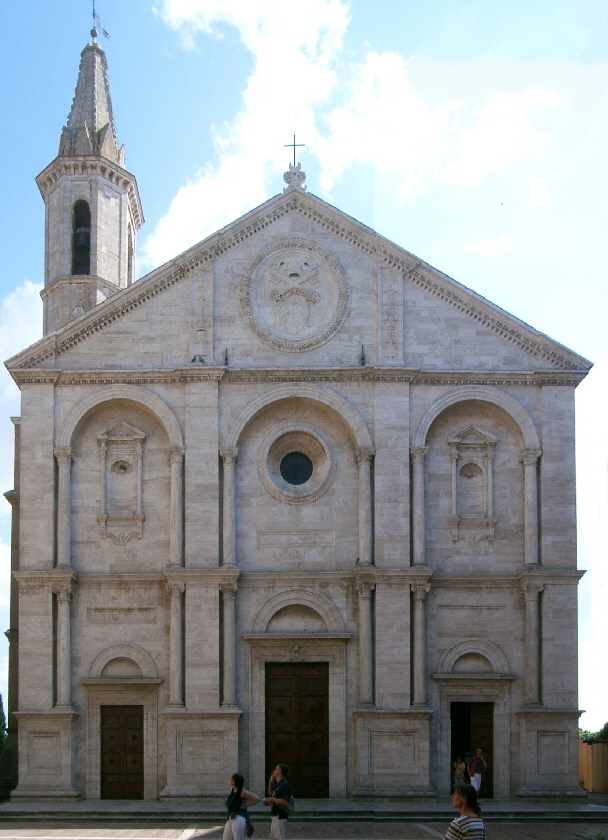
ドゥオーモ
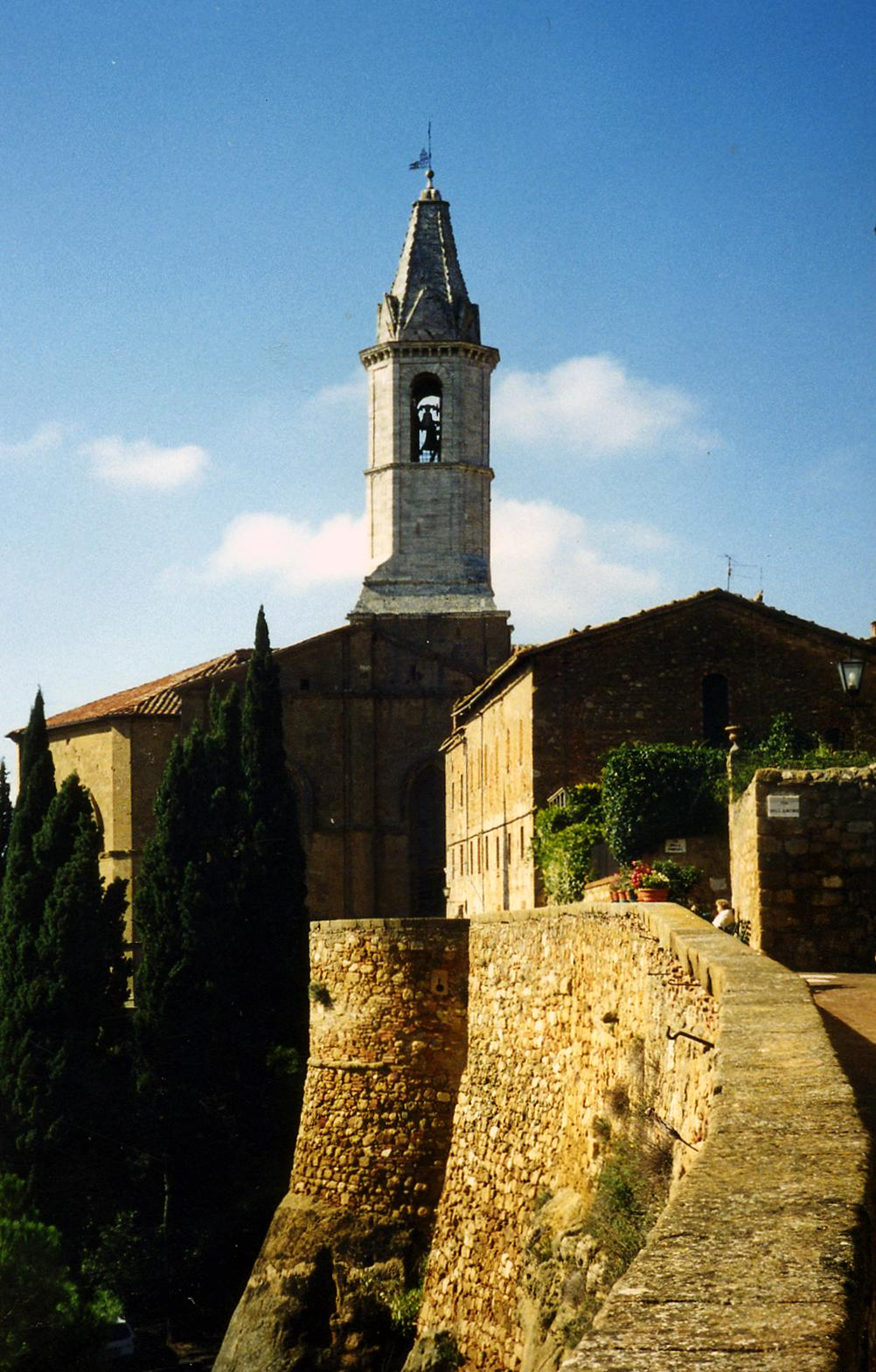
別方向からのドゥオーモ
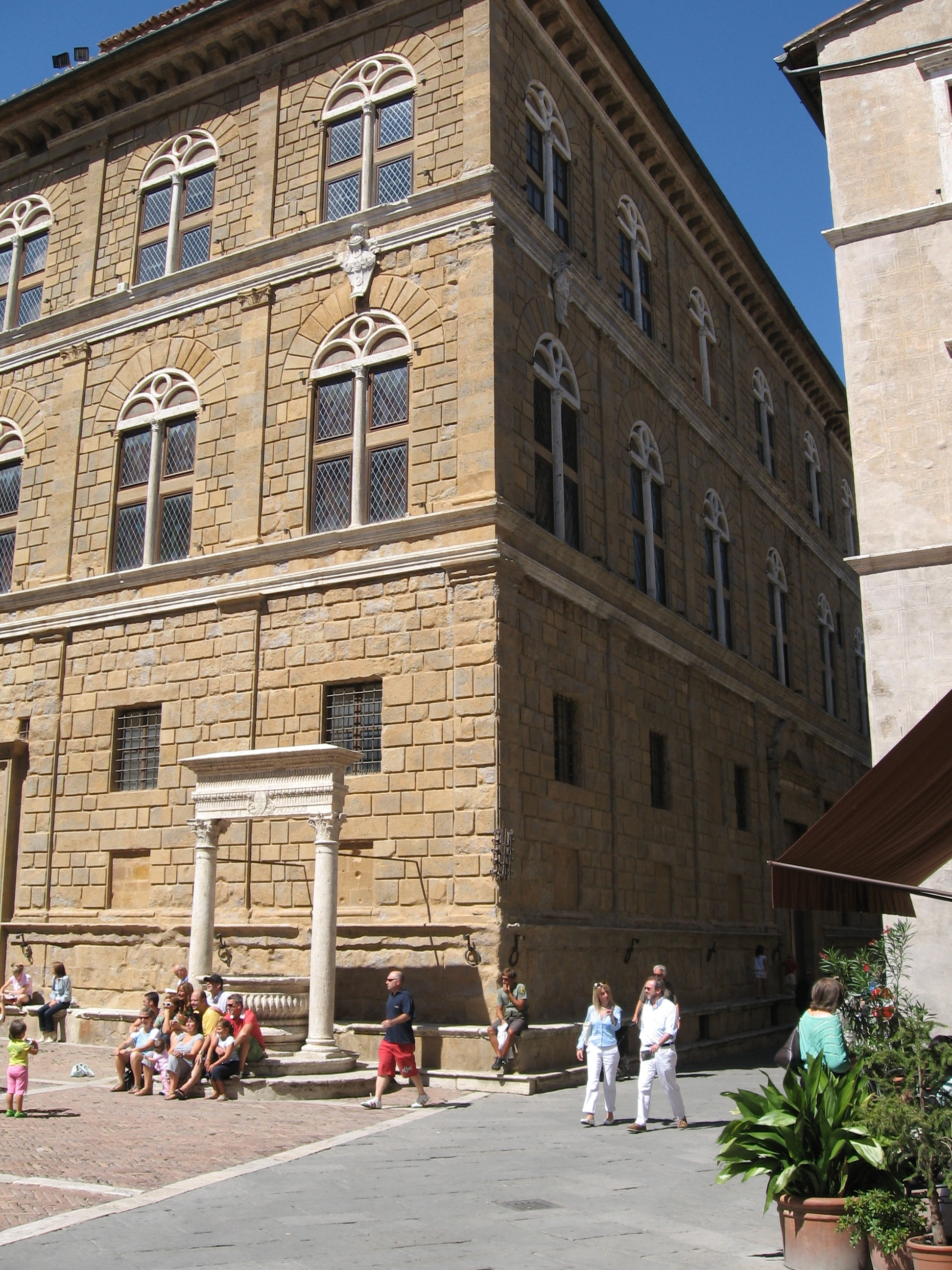
パラッツォ・ピッコローミニ